# 新哥倫比亞 (伊利諾伊州)
新哥倫比亞（英語：New Columbia）是位於美國伊利諾伊州馬薩克縣的一個非建制地區。該地的面積和人口皆未知。

## 地理
新哥倫比亞的座標為37°18′38″N 88°46′31″W / 37.31056°N 88.77528°W，而該地的平均海拔高度為161米（即528英尺）。